# Elaphoglossum rufescens
Elaphoglossum rufescens là một loài thực vật có mạch trong họ Lomariopsidaceae. Loài này được (Liebm.) T. Moore mô tả khoa học đầu tiên năm 1862.